# Linda Brown
Pour les articles homonymes, voir Brown.
Linda Brown, née le 20 février 1943 à Topeka, au Kansas, et morte le 25 mars 2018 dans la même ville, est une enseignante et militante du mouvement américain des droits civiques.

## Biographie
En 1988, Linda Brr. Carol Brown fonde avec sa sœur la Brown Foundation afin de poursuivre la lutte contre les ségrégations. Elle devient enseignante et donne également des cours de piano. 

### Brown v. Board of Education
En 1951, Oliver Brown, résident de Topeka, souhaite inscrire sa fille Linda dans l’école Sumner, la plus proche du domicile familial. Un établissement scolaire exclusivement réservé aux Blancs. Âgée de 9 ans, Linda Brown voit sa demande d’inscription dans cette école publique du Kansas rejetée en raison de sa couleur de peau. Elle est par ailleurs contrainte de poursuivre sa scolarité à plusieurs kilomètres au sein d’une école réservée aux élèves noirs.
En 1987, lors d'un entretien accordé à The Miami Herald, Linda Brown évoque ce jour de rentrée : « Ce fut une journée ensoleillée et lumineuse. Nous avons marché rapidement. Je me suis dit que quelque chose n'allait pas, [mon père] est sorti et m'a pris par la main et nous sommes rentrés à la maison. Nous avons marché encore plus vite, et je pouvais sentir la tension transférée de sa main à la mienne ».
Au sein des États du Sud des États-Unis, la plupart des villes de plus de 15 000 habitants ont légalement le choix d’imposer la non-mixité dans leurs classes. Appelées les Lois Jim Crow, cet ensemble de textes juridiques consacre la discrimination dans les services publics et autorise une catégorisation des citoyens d'après leur appartenance raciale.
Oliver Brown conteste cette situation et dépose une plainte en nom collectif. La procédure judiciaire est soutenue par la National Association for the Advancement of Colored People (NAACP). Le 17 mai 1954, marque l’une des victoires les plus emblématiques du mouvement des droits civiques américain. La Cour suprême juge à l’unanimité que la ségrégation scolaire est contraire à la Constitution. Cet arrêt historique est baptisé Brown v. Board of Education (Brown contre le conseil d'éducation de Topeka).

Malgré cette avancée, le pays reste profondément marqué par la discrimination et les tensions raciales. En 1957, le président Dwight D. Eisenhower est contraint de faire appel à l’armée américaine pour permettre à des étudiants noirs d'intégrer l'établissement secondaire central de Little Rock, dans l’Arkansas. 

Linda Brown Smith, Ethel Louise Belton Brown, Harry Briggs Jr., et Spottswood Bolling Jr. lors de la conférence de presse à l'Hôtel Americana, le 9 juin 1964.

Certains États contournent la loi par l'attribution de fonds aux écoles privées blanches. Cependant, d'autres établissements mettent en place des transports scolaires mixtes, un « busing », toujours contesté même vingt années après l’application de l’arrêt Brown. Cette initiative vise à emmener des élèves dans des écoles d'autres quartiers et à promouvoir la mixité sociale et raciale.

## Hommages
Pour Sherrilyn Ifill, responsable de la National Association for the Advancement of Colored People : « Cette décision de la Cour suprême est la plus importante du XXe siècle. Linda Brown fait partie de ces jeunes gens héroïques qui, avec sa famille, se sont courageusement battus pour mettre fin au symbole ultime de la suprématie blanche, soit la ségrégation raciale dans les écoles publiques ».